# ایده‌آل تک جمله‌ای
در ریاضیات و به ویژه در جبر جابجایی، یک ایده‌آل تک جمله‌ای عبارت است از یک ایده ال در حلقه چندجمله‌ای‌ها که به وسیلهٔ تک جمله‌ای‌ها تولید می‌شود. همچنین، یک ایده ال تک جمله‌ای را، خالی از مربع گوییم اگر این ایده‌آل به وسیلهٔ تک جمله ای‌هایی تولید شود که بر مربع هیچ‌کدام از متغیرها بخشپذیر نباشند.